# Oskar Buur
Oskar Buur (født 31. marts 1998) er en dansk fodboldspiller, der spiller for den danske klub Lyngby Boldklub. Han spiller enten højre back eller højre kant. 
Han har den tidligere AGF-spiller og sportschef Brian Steen Nielsen som personlig rådgiver.

## Klubkarriere

### FC Skanderborg
Allerede i en alder af fire år startede han med at spille fodbold i FC Skanderborg, hvor han fortsatte, indtil han i 2012 skiftede til AGF. Inden da deltog han i 2010 og 2011 på AGF's talenthold for spillere i samarbejdsklubberne.

### AGF
På grund af sit store potentiale blev han allerede som 16-årig rykket op i AGF's U19-trup, og siden begyndte han at træne sammen med førsteholdet, da der på grund af skader manglede spillere på træningsbanen.
Mens AGF i sæsonen 2014/2015 var i 1. division, fik Oskar Buur sin debut, hvor han faktisk spillede fra start i forårets første kamp som 16-årig. En kamp, man vandt 1-0 over AB på en straffesparksscoring af Kim Aabech. Dette skete, alt imens han stadig gik i 10. klasse på Rundhøjskolen.
Han havde kontrakt frem til sommeren 2017 og blev permanent rykket op i A-truppen fra foråret 2015. Efter blot 10 ligakampe fik han dog ikke forlænget sin kontrakt og forlod klubben i sommeren 2017.

### Brabrand IF
Han trænede efter kontraktudløb i AGF med hos Brabrand IF i tre uger. Den 21. juli 2017 offentliggjorde klubben så, at skiftet var en realitet. Her skrev han under på en etårig amatøraftale.

### Wolverhampton Wanderers F.C.
Allerede fem dage efter, at han havde skrevet under på en kontrakt med Brabrand, var han til prøvetræning i Football League Championship-klubben Wolverhampton Wanderers F.C., efter at han var blevet synet i U-19 landskampe tidligere på året.
Han skrev den 24. august under på en toårig aftale med Wolverhampton's U23 hold. Idet Buur spillede på en amatøraftale i Brabrand, skete skiftet uden overgangssum. Buur var i første omgang tiltænkt en plads på klubbens akademihold (U23). Han fik dog allerede sin ligadebut for førsteholdet 3. april 2018, da han kom ind i 71. minut i kampen mod Hull og scorede kampens sidste mål til resultatet 2-2.
November 2018 forlængede Buur sin kontrakt med Wolverhampton's U23 hold med yderligere tre år.
December 2019 startede Buur inde i sin Europa League debut mod Besiktas, hvor han assisterede Diogo Jota med en assist til 3-0 målet.
Januar 2020 fik Buur de sidste minutter i FA-cuppen mod Manchester United på Old Trafford, og på de få minutter viste han sig godt frem.
Februar 2020 blev Buur rykket op som permanent førsteholdsspiller i Wolverhampton og skrev en ny (førsteholds) kontrakt, der løber indtil 2023.

## Landsholdskarriere
Oskar Buur har spillet på både U16-, U17-, U18-, U19- og U20-landsholdene.
Den 8. oktober 2013 fik han sin debut for U16-landsholdet i en venskabskamp mod Østrig, hvor han spillede de første 79 minutter i en dansk 2-0 sejr. Siden har han spillet yderligere seks U16-landsholdskampe.
På U17-landsholdet fik han sin debut den 28. juli 2014 til Open Nordic Cup. Her vandt Danmark 2-0 over USA i Kolding, og Oskar Buur spillede hele kampen. Han nåede ni kampe for det danske U17-landshold, inden han i 2016 kom på U18-landsholdet. Debuten på U/19-landsholdet kom den 2. september 2016, da han spillede de første 58 minutter i en venskabskamp mod Norge, som Danmark tabte 1-2 hjemme, inden han blev erstattet af Malte Jürgensen.

## Hæder
Han vandt Martin Jørgensens talentpris i 2014 som den første nogensinde. Med et glimt i øjet bemærkede Martin Jørgensen under overrækkelsen, at Buur fik prisen, fordi han ikke havde svaret de ældre spillere igen under træningen og efterfølgende havde udtalt, at det havde været en stor ære at træne sammen med den erfarne AGF'er. Martin Jørgensens talentpris tildeles en ungdomsspiller, en træner eller et hold, som er en god ambassadør for AGF's talentudvikling, og som ved hjælp af hårdt, målrettet og vedholdende arbejde opnår resultater og viser vejen for andre.